# Leith, Australien
Leith är en ort i Australien. Den ligger i kommunen Devonport och delstaten Tasmanien, i den sydöstra delen av landet, omkring 210 kilometer nordväst om delstatshuvudstaden Hobart.
Närmaste större samhälle är Ulverstone, nära Leith. 
I omgivningarna runt Leith växer i huvudsak städsegrön lövskog. Runt Leith är det mycket glesbefolkat, med 5 invånare per kvadratkilometer. Genomsnittlig årsnederbörd är 1 607 millimeter. Den regnigaste månaden är augusti, med i genomsnitt 221 mm nederbörd, och den torraste är januari, med 57 mm nederbörd.